# 拉尔斯·尼尔森
拉尔斯·尼尔森（丹麥語：Lars Nielsen，1960年11月3日—），丹麦男子赛艇运动员。他曾代表丹麦参加1984年夏季奥林匹克运动会赛艇比赛，获得男子四人单桨无舵手铜牌。